# Corrupção em Portugal

Visão geral do Índice de Percepção da Corrupção de 2010. A maior percepção de corrupção é de cor vermelha e a menor, de azul escuro.

Segundo o Índice de Percepção de Corrupção, elaborado pela Transparência Internacional, Portugal ocupa, no ano de 2020, a 33.ª posição na lista dos países menos corruptos em escala mundial e obteve 61 (sessenta e um) pontos (0-100), num conjunto de 176 países. Desde 2012 que Portugal regista variações anuais mínimas e a pesquisa da Transparência Internacional demonstra "portugal regista a pior posição desde 2012 no ranking".
Portugal integrava, no final de 2019, uma lista de 15 países com baixo nível de cumprimento das recomendações anticorrupção dirigidas a deputados, juízes e procuradores, segundo o relatório GRECO, organismo do Conselho da Europa contra a corrupção.
Segundo o relatório divulgado em Estrasburgo, França, em 31 de dezembro de 2019 Portugal só tinha implementado integralmente uma das 15 recomendações emitidas pelo Grupo de Estados contra a Corrupção (GRECO). Das restantes 14 recomendações, oito foram implementadas parcialmente e seis recomendações não foram implementadas. "É uma política de correr atrás do prejuízo", segundo o presidente da Associação Transparência e Integridade, notando que Portugal "não tem iniciativa" e só atua "em reação" ou em resultado de "escândalos concretos que provocam uma febre legislativa para alterar regras".
Nos últimos anos, a PJ já investigou e fez detenções em áreas tão díspares como a administração da Saúde, as messes militares, o caso de Tancos, as escolas de condução, os Serviços Secretos, as autarquias, a Segurança Social, os clubes de Futebol, os esquemas vários de fuga aos impostos ou a Banca, dando origem a mega processos cujas ramificações não são ainda claras e o desfecho é incerto, como a Operação Monte Branco ou a Operação Marquês. O caso piora quando entre os corruptos ou os corrompidos estão aqueles mesmos que deveriam ser o garante da limpidez da vida nacional e os guardiões supremos da legalidade – os juízes. Os casos que envolvem o coração da magistratura, seja no Ministério Público seja, ainda mais grave, nos tribunais de Relação, são devastadores para a credibilidade nacional e para o sentimento do português comum.

## Condenações
Os dados disponíveis indicam que, em 2019, foram condenadas por tráfico de influência e corrupção menos 15 pessoas do que no ano anterior e menos 53 do que em 2017, durante o qual foram aplicadas 112 condenações. Os tribunais portugueses condenaram 59 pessoas pelo crime de tráfico de influências e corrupção em 2019, a maioria concentrada em duas comarcas do Porto e três em Lisboa, segundo o site de estatísticas da Justiça. Nos mesmos dados pode verificar-se que, em 2019, deram entrada na Polícia Judiciária 552 processos por corrupção para investigação. As estatísticas de 2019 indicam ainda que houve um aumento significativo do número de condenados por crimes informáticos, que passou de 170 em 2018 para 307 um ano depois. Além do aumento de pessoas condenadas, verificou-se também um acréscimo do número de arguidos, que passou de 402 em 2018 para 486 em 2019.

### Operação Marquês
O Ministério Público (MP) deduziu acusação na Operação Marquês contra 28 arguidos, incluindo o ex-primeiro-ministro português José Sócrates, do Partido Socialista, por suspeitas de crimes económico-financeiros. Neste caso foi acusado um total de 19 pessoas singulares e nove empresas, incluindo o ex-banqueiro Ricardo Salgado, os gestores Henrique Granadeiro e Zeinal Bava, o fundador do Grupo Lena Joaquim Barroca e o antigo ministro socialista Armando Vara. A acusação do Ministério Público, elaborada por sete procuradores, é composta por 11 volumes [5036 folhas], 14.084 segmentos de factos e 189 crimes, dos quais 31 ilícitos penais atribuídos ao ex-primeiro-ministro. José Sócrates, que esteve preso preventivamente, está acusado de corrupção passiva de titular de cargo político, branqueamento de capitais, falsificação de documentos e fraude fiscal qualificada.
A acusação sustenta que Sócrates recebeu cerca de 34 milhões de euros, entre 2006 e 2015, a troco de favorecimentos a interesses do ex-banqueiro Ricardo Salgado no GES e na PT, bem como para garantir a concessão de financiamento da Caixa Geral de Depósitos ao empreendimento Vale do Lobo, no Algarve, e por favorecer negócios, nomeadamente fora do país, do Grupo Lena.

#### Caso BES
O ex-presidente do Banco Espírito Santo (BES) Ricardo Salgado foi acusado de 65 crimes, incluindo associação criminosa, corrupção ativa no setor privado, burla qualificada, branqueamento de capitais e fraude fiscal, no processo BES/GES. Ricardo Salgado foi acusado de um crime de associação criminosa, em coautoria com outros 11 arguidos, incluindo os antigos administradores do BES Amílcar Pires e Isabel Almeida. Está também acusado da autoria de 12 crimes de corrupção ativa no setor privado e de 29 crimes de burla qualificada, em coautoria com outros arguidos, entre os quais José Manuel Espírito Santo e Francisco Machado da Cruz. O Ministério Público acusou ainda o ex-líder do BES de infidelidade, manipulação de mercado, sete crimes de branqueamento de capitais e oito de falsificação. Foram ainda arguidos neste processo Isabel Almeida, Amílcar Pires, Manuel Espírito Santo Silva, Francisco Machado da Cruz, António Soares, Alexandre Cadosch, Michel Creton, Cláudia Boal Faria, Pedro Cohen Serra, Paulo Carrageta Ferreira, Pedro de Almeida e Costa, Nuno Escudeiro, Paulo Nacif Jorge, Pedro Pinto, João Martins Pereira e João Alexandre Silva.
As sete empresas acusadas são a Espírito Santo Internacional, Rioforte Investments, Eurofin Private Investment, Espírito Santo irmãos – Sociedade Gestora de Participações Sociais, ES Tourism Europe, Espírito Santo Resources Limited e ES Resources (Portugal) por crimes que vão desde burla qualificada a corrupção passiva, falsificação de documentos e branqueamento de capitais.
Numa súmula divulgada pela Procuradoria Geral da República refere-se que o processo principal BES/GES agrega 242 inquéritos, abrangendo queixas de mais de 300 pessoas residentes em Portugal e no estrangeiro, e que teve por objeto a investigação de dados patrimoniais de um conjunto de empresas do grupo, incluindo unidades com licenças públicas para o exercício de atividade bancária e de intermediação financeira.

### Operação Lex
A investigação centrou-se na atividade desenvolvida por três juízes desembargadores do Tribunal da Relação de Lisboa - Rui Rangel, Fátima Galante e Luis Vaz das Neves - que, segundo a acusação, utilizaram as suas funções para obterem vantagens indevidas, para si ou para terceiros, que dissimularam.
O inquérito teve início no Supremo Tribunal de Justiça de Portugal em setembro de 2016 e a investigação centrou-se na atividade desenvolvida por três juízes desembargadores do TRL. Durante a investigação foram cumpridos cinco mandados de busca em empresas, 26 mandados de busca em veículos, 18 buscas domiciliárias, três buscas em escritórios de advogados e uma busca no TRL e posteriormente houve mais quatro buscas. Foram ainda inquiridas 89 testemunhas, realizadas perícias informáticas, contabilísticas, financeiras e patrimoniais a um universo alargado de indivíduos e de empresas também por um extenso período temporal. De referir que enquanto decorria a investigação, o conselho Superior da Magistratura decidiu expulsar Rui Rangel da magistratura e colocar Fátima Galante em aposentação compulsiva. Já Vaz das Neves jubilou-se em 2016 e foi substituído por Orlando Nascimento, que posteriormente abandonou o cargo.
A equipa de procuradores do Supremo Tribunal, liderada por Maria José Morgado, pediu o arresto de imóveis, carros e saldos das contas bancárias do juiz Rui Rangel, da ex-mulher Fátima Galante e de vários outros arguidos da Operação Lex.

## Lei do financiamento dos partidos
Não obstante divergências ideológicas entre si, para evitarem falência devido a dívidas, em 2017 o PSD o PS, PCP, BE e PEV, votaram a favor da abolição do limite de angariação de fundos por parte de partidos políticos, permitindo assim que todos os partidos aceitem de forma ilimitada "donativos" de entidades privadas que, no entanto, não são obrigados a revelar. A lei foi preparada por um grupo de trabalho, entre Abril e Outubro de 2017, em nove reuniões à porta fechada, das quais não foram deixados quaisquer registos dos intervenientes ou actas. O então presidente da Comissão Parlamentar de Assuntos Constitucionais Pedro Barcelar revelou "alguma apreensão" e dúvidas quanto à transparência do processo. O presidente da Transparência e Integridade (capítulo português da Transparency International) apelou ao Presidente da República Marcelo Rebelo de Sousa para vetar a lei, por considerar que é " não só um ataque direto à integridade do processo legislativo mas uma ameaça séria à qualidade das instituições democráticas e à confiança dos cidadãos nos partidos políticos e na instituição parlamentar", "importam elevadas benesses financeiras para os partidos políticos" e "encerram novos riscos de corrupção nesta área tão sensível e crucial para a qualidade da democracia".  Apesar de discordar com a proposta, Marcelo Rebelo de Sousa aprovou-a em 2018.
Apesar de defender da parte dos partidos políticos "o cumprimento de regras adequadas a prevenir e combater fenómenos de corrupção, designadamente proibindo o financiamento dos partidos por empresas de forma a evitar a captura de partidos políticos por interesses económicos por via do financiamento partidário", em Junho de 2022 o PCP propôs reduzir o financiamento dado aos partidos pelo estado, com o apoio do Chega e IL.  A proposta foi rejeitada por votos contra do PSD, PS, BE e Livre.

## Estudo
A corrupção é suborno, Alteração, sedução. De acordo com um estudo sociológico, financiado pela Fundação para a Ciência e Tecnologia (FCT), o problema da corrupção em Portugal, além de questão legal, é de cultura cívica, pois a sociedade ainda estaria muito firmada na satisfação de suas necessidades básicas. Desse modo, o tipo de corrupção a que Portugal é propenso foi construído socialmente ao longo do tempo, através da troca de favores, de simpatia, de prendas e hospitalidade, não sendo necessariamente assentado na troca de dinheiro e de decisões.
Os portugueses tenderiam a considerar "corruptos" apenas os atos que estivessem próximos da definição penal, sendo permissivos com outros comportamentos, como o tráfico de influências (conhecido pela expressão "cunha"), favorecimentos e patrocinatos políticos, desde que estes tenham uma "causa justa" ou um "interesse coletivo" como objetivo. Neste caso se enquadraria o Orçamento de Estado. Ainda assim, o Governo se mostraria moroso e insensível aos problemas de seus cidadãos, de difícil acessibilidade e inibidor da iniciativa privada.
O mesmo estudo constatou também a existência de uma discrepância entre a teoria e a prática dos portugueses: 88,4% dos participantes afirmaram que jamais votariam em um autarca envolvido em um caso de corrupção, apesar de eficiente em suas atividades, mas muitos candidatos com problemas na Justiça foram reeleitos nas eleições autárquicas de 2005. Ademais, a maioria garante que denunciaria crimes de corrupção de que tem conhecimento às autoridades, mas, na realidade, se mantém indiferentes e em silêncio, conforme o estudo.
Além disso, segundo o estudo, nas áreas onde há menor grau de alfabetização, corresponde às zonas interioranas e suburbanas, a tolerância dos portugueses à corrupção seria maior.